# Karagai
Karagai (en rus: Карагай) és un poble de Baixkíria, a Rússia, que en el cens del 2010 tenia 46 habitants. Pertany al districte de Iermolàievo.